# Phymatodiscus aokii
Phymatodiscus aokii es una especie de arácnido del orden Mesostigmata de la familia Trachyuropodidae.

## Distribución geográfica
Se encuentra en Borneo.